# 季武子
季武子（？—前535年），姬姓，季孙氏，名宿，《國語》名夙，季孫行父之子。雖然此時季孫氏未能執政，但仍有巨大實力，依然控制著魯政。季孫宿於魯襄公七年(前566年)，在私邑費築城。又於襄公十一年(前562年)要求叔孫豹實行「作三軍」，將魯公室的軍隊改編擴大為上中下三軍，三桓各得其一軍，季孫宿對他原私人軍隊繳納軍賦的免除稅收，不參加者加倍徵稅，因此季孫氏的實力增長更快。到了昭公五年(前537年)，成為上卿的季孫宿又實行「舍中軍」，四分公室，季孫氏占有其二，孟孫氏、叔孫氏各有其一，魯國的土地和人民全歸三桓，並由三桓進貢以供養魯國君主。昭公七年(前535年)十一月，季孫宿去世，由叔孫昭子執政。

## 家族
- 父，季文子季孫行父

- 庶长子，公鉏
- 庶子，季孫紇，公鉏之弟。季孫紇襲父爵為季悼子。
- 庶幼子，季公鸟。娶齐国鲍文子的女儿季姒为妻。生子某甲。
- 庶女，小邾君夫人，季公若的姐姐(即宋元公夫人的母亲)。
- 庶幼子，季公若，季公鸟之弟。

- 孫，季平子，父為季悼子。
- 孫，公之，父為季悼子。